# San Marino na Letnich Igrzyskach Olimpijskich 1992
Reprezentacja San Marino na Letnich Igrzyskach Olimpijskich 1992 w Barcelonie składała się z jedenastu sportowców.
Był to siódmy start San Marino jako niepodległego państwa na letnich igrzyskach olimpijskich. Wcześniej startowali w 1960 w Rzymie, a następnie po ośmiu latach w Meksyku. Od tamtego czasu zawodnicy z San Marino startują nieprzerwanie.

## Reprezentanci

### Łucznictwo
- Paolo Tura przegrał w pierwszej rundzie, ostatecznie sklasyfikowany na 73. miejscu.

### Lekkoatletyka
- Dominique Canti – bieg na 100 metrów mężczyzn
- Aldo Canti – bieg na 200 metrów mężczyzn
- Nicola Selva, Manlio Molinari, Dominique Canti i Aldo Canti –4x400 metrów sztafeta 4 × 100 metrów mężczyzn

### pływanie
- Filippo Piva 50 metrów stylem dowolnym mężczyzn
- Roberto Pellandra 50 metrów stylem dowolnym mężczyzn
- Danilo Zavoli
  - 100 metrów żabką mężczyzn
  - 200 metrów żabką mężczyzn
- Sara Casadei 50 metrów stylem dowolnym

### Tenis
- Christian Forcellini i Gabriel Francini debel.